# Robert Allen (bokser)
Robert Allen (New Orleans, 7 juni 1969) is een Amerikaanse bokser, hij vecht in de klasse middengewicht.

## Amateur
Voordat hij tot een professionele bokser uitgroeide, vocht hij eerst op amateurniveau. Later werd hij de winnaar van de National Amateur Lightweight Champions in 1992.

## Professioneel
Met zijn bijnaam Armed & Dangerous heeft hij vele titels behaald en vocht hij drie keer met professioneel bokser Bernard Hopkins. Het eerste gevecht was een flop, omdat Hopkins uit de ring werd gehaald door scheidsrechter Mills Lane toen hij de ring kapotmaakte. In het tweede gevecht ging Allen onderuit in de zevende ronde., het derde gevecht won hij.  
In het jaar 2006 zijn zijn statistieken als volgt:
- 38 keer gewonnen
- 27 keer door knock-out
- 5 keer verloren